# Z 7300
Z 9500 — французский электропоезд 1980-х годов. Строился в 1980—1984 годах. Всего было построено 75 поездов. По состоянию на декабрь 2011 эксплуатируются все произведённые поезда.
Поезд принадлежит семейству Z2, в которое также входят Z 9500, Z 7500, Z 11500, и Z 9600.